# З трьох світів (антологія)
«З трьох світів» (антологія) (англ. From Three Worlds. New Writing from Ukraine) — антологія сучасної української літератури в перекладі англійською мовою (названа за однойменним оповіданням Євгенії Кононенко), упорядкована Едом Гоґаном (видана в Бостоні 1996).

## Короткий опис
Упорядник антології — Ед Гоґан. 
Над антологією також працювали Аскольд Мельничук, Оксана Забужко, Микола Рябчук та американський славіст Майкл Найдан. 
Автор передмови — Соломія Павличко. 
В антології представлено переважно твори так званих вісімдесятників. 
До перекладів залучено найкращих американських поетів і прозаїків.

У передмові Ед Гоґан зазначив: 
|  | ...Я був вражений захопленою реакцією американських студентів, коли Діброва читав свої твори у Гарварді... На мій превеликий подив, українська література виявилася куди подібнішою до американської, ніж до відомої мені російської... |

В антології представлено твори таких письменників:
- Валерій Шевчук,
- Василь Голобородько,
- Оксана Забужко,
- Євгенія Кононенко,
- Наталка Білоцерківець,
- Галина Пагутяк,
- Юрій Андрухович,
- Олександр Ірванець,
- Віктор Неборак,
- Володимир Діброва,
- Євген Пашковський,
- Кость Москалець,
- Богдан Жолдак.

В оформленні антології використано роботи художників Миколи Кумановського, Івана Марчука та фотохудожниці Тані д'Авіньйон.